# Plautilla
Santa Plautilla (... – Roma, 67) è ricordata dalla Chiesa cattolica come una vedova vissuta nel I secolo, talvolta considerata martire al tempo delle persecuzioni di Nerone.

## Biografia
Le notizie relative alla santa sono scarse e contraddittorie: la più condivisa sostiene che Plautilla fosse una giovane vedova di Roma, rimasta colpita dalle prediche degli apostoli nella Città Eterna e fattasi battezzare dallo stesso san Pietro. Assistette in seguito, probabilmente insieme ad un gruppo di donne cristiane (quasi certamente insieme alle sante Basilissa e Anastasia), all'esecuzione dell'apostolo Paolo, decapitato sulla Via Ostiense, presso Roma.
Venne molto probabilmente martirizzata durante le persecuzioni scatenate a Roma dall'imperatore Nerone (54-68), forse nell'anno 67, poco dopo la morte di Pietro e Paolo.
Secondo un'altra versione, Plautilla sarebbe da identificare nella moglie dell'imperatore Vespasiano e quindi nella madre della santa Flavia Domitilla, esiliata dall'imperatore Domiziano (81-96) per la sua fede in Cristo. Questa teoria, che non ha conferma storica, è assai improbabile poiché gli antichi storici hanno visto in Flavia Domitilla minore la madre della santa omonima.